# ボールデッド
ボールデッドは、野球、ソフトボール、アメリカンフットボールにおいて、試合が停止され、プレイが無効となる時間である。原語の英語では、「ボールデッドである」ことを the ball is dead という。
死球を意味する和製英語の「デッドボール」とは異なる。英語のdead ballは、ボールデッド中のボールのことを指す。

## 野球
野球の試合時間はボールインプレイとボールデッドの2つに大別されている。審判員の「タイム」の宣告や所定の規則によって、野球の試合はボールデッドになる。ボールデッドになると、一部の例外を除きほとんどのプレイは無効になる。ボールデッドとなったときは、各プレーヤーはアウトになったり、進塁したり、帰塁したり、得点したりすることはできない。ただし、ボールインプレイ中に行われたプレイによって安全進塁権が認められた場合を除く。
例えば、場外に本塁打を放った場合、ボールデッドになり打者及び塁上の走者には4個の安全進塁権が与えられるが、この際の走塁は有効なプレイであり、正規の順序で塁に触れる必要がある。これを怠れば、アピールプレイの対象となる（ただしこの場合は、次にボールインプレイになったときでなければアピールを行えない）。また、このときに前位の走者を後位の走者が追い越すと、ボールデッドであっても後位の走者はただちにアウトになる。
ボールデッドになった後、投手がボールを所持して投手板に正規の姿勢をとり、球審が「プレイ」を宣告したときに、競技は再開され、ボールインプレイとなる。投手がボールをもって投手板に位置したら、球審は、ただちに「プレイ」を宣告することとなっている。

### ボールデッドになる場合
次の場合はボールデッドになる。
- 審判員が「タイム」を宣告した場合。
- 投球が、打者の身体や着衣に触れた場合（死球が宣告されるかどうかに関わらずボールデッドになる）。
- ファウルボールが捕球されなかった場合（いわゆる「自打球」を含む）。
- 打球がプレイングフィールドの外に出た（観客席、ダッグアウトなどに入り込んだ）場合[3]。
- 投球や送球がプレイングフィールドの外に出た場合。
- 飛球を捕球した後、野手がプレイングフィールドの外に足を踏み入れた場合。
- 投球に対し、ボークが宣告された場合。ただし、ボークが宣告されたにもかかわらずプレイが継続した場合は、
  1. 打者が安打、失策、四球、死球など、何らかの形で一塁に達し、他の全走者も1個以上の進塁を果たしたときは、ボークの宣告はなかったものとして以後のプレイが続けられる。この場合はボールデッドにはならない。
  2. そうでないときは、プレイが終了した時点で審判員が「タイム」を宣告する。
- 走塁妨害が起こったときで、妨害された走者に対してプレイが行われていた場合、または打者走者が一塁に向かっているときにその走塁が妨害された場合。
- 守備妨害が起こった場合。
  - 球審が、捕手の守備を妨害した場合。
    -       - 内野手（投手を含む）に触れていないフェアボールが、審判員や走者に触れた場合。
      - 内野手（投手を除く）を通過していないフェアボールが、審判員に触れた場合。内野手（投手を除く）を通過していないフェアボールが、走者に触れた場合は、状況によってはボールインプレイのまま継続することがある。
        - ピッチャーマウンドやピッチャープレート、1〜3塁ベースなどに当たってフェアボールの行方が変わった場合はボールインプレイである。

      - プレイ中のボールに、従業員や観客が触れた場合。

    - ボールが、球審や捕手のマスクや用具、金網、木、フェンスの隙間などに挟まって止まった場合[4]。
    - 反則打球の場合。
    - 故意落球が宣告された場合。
    - 本塁への盗塁またはスクイズプレイによって得点を試みている三塁走者に投球が触れた場合。
    - インフィールドフライと宣告された飛球が捕球されずに、走者に触れた場合。

### ボールデッドになり打者に安全進塁権が与えられる場合
次の場合、ボールデッドになり打者に安全進塁権が与えられる。
- 申告敬遠があった場合
- 死球が宣告された場合。この場合はボールデッドである。
- 捕手やその他の野手が、打者を妨害した場合（打撃妨害）。打者を妨害した捕手や野手には失策を記録する。詳細は当該項を参照のこと。
- 審判員または走者が、フェア地域で野手に触れていない打球に触れた場合（守備妨害）。打者には安打を記録し、打球に触れた走者はアウトになる。ただし、投手を含む内野手に既に触れた打球、または投手を除く内野手の股間や真横を通過した直後の打球に走者が触れた場合で、他の内野手が守備する機会がないと判断されたものを除く。
- 打撃妨害が起こった場合。ただし、妨害があったにもかかわらずプレイが継続した場合は、
  1. 打者が安打、失策、四球、死球など、何らかの形で一塁に達し、他の全走者も1個以上の進塁を果たしたときは、打撃妨害はなかったものとして以後のプレイが続けられる。この場合はボールデッドにはならない。
  2. そうでないときは、プレイが終了した時点で審判員が「タイム」を宣告する。

### ボールデッドになり走者に安全進塁権が与えられる場合
次の場合、ボールデッドになり走者に安全進塁権が与えられる。詳しくは走者が安全に進塁できる場合を参照

### 本塁（4個の安全進塁権）が与えられる場合
- 打球がインフライト（まだ地面やフェンスに触れていない）の状態でフェア地域からプレイングフィールドの外へ出た場合（柵越え本塁打）。
- 上記柵越え本塁打となるであろうと審判員が判断した打球が、観衆や鳥、野手が投げつけたグラブや帽子などに当たって落下したり進路が変わったりした場合。

### 2個の安全進塁権が与えられる場合
- インフライトでないフェアの打球がプレイングフィールドの外へ出た場合、または一度野手が触れて進路が変わった打球がファウル地域のスタンドに入った場合。または、フェンスやスコアボード、木などにはさまった場合。この場合はボールデッドである。打者の記録は二塁打となる。日本ではこれらはエンタイトルツーベース（英語ではground rule double）と呼ばれる。
- 送球が、スタンドやベンチなどの、野手がそれ以上追えない場所に入ってしまった場合（野手が能動的に投げ入れた場合も含む）。この場合はボールデッドになる。
  - この場合、安全進塁権を認める基準となる塁は、悪送球が、打球を処理した直後の内野手の送球である場合は投球当時に占有していた塁、それ以外の場合は野手の手からボールが離れたときに占有していた塁となる。ただし、打球を処理した直後の内野手の送球であっても、すでに打者走者を含む全ての走者が1個以上進塁している場合は、野手の手からボールが離れたときに占有していた塁を基準とする。

### 1個の安全進塁権が認められる場合
- 投手がボークを犯した場合。詳細は当該項を参照のこと。
- 打者への投球、または投手板（プレート）を外さずにマウンド上から行った送球（牽制球など）が、スタンドまたはベンチなど、ボールデッドとなる箇所に入った場合。この場合はボールデッドになる。
  - 打者への投球が捕手を通過した後、または投手板を外さずにマウンド上から行った送球が塁を守る野手を通過した後、さらに捕手や野手に触れたうえでスタンドまたはベンチに入り、ボールデッドになった場合には、投球（送球）当時に占有していた塁を基準に、2個の安全進塁権が与えられる。第4ボール（四球）または第3ストライク（三振）にあたる投球がこの状態になったときは、打者にも二塁が与えられる。
  - 投手が投手板を外してから送球した場合は、投手も通常の野手と同様に扱われるため、スタンドまたはベンチに入った場合は走者に2個の安全進塁権が与えられる。
- 投球が、球審や捕手のマスクや用具に挟まって止まった場合。
  - ただし、投球が第4ボールまたは第3ストライク（後者は、無死または一死で一塁に走者があるときを除く。その場合は打者はアウトになる。）にあたる場合は、打者にも一塁が与えられる。
- 野手が、打者が打った飛球を捕らえた後、スタンドやベンチなどボールデッドとなる箇所に踏み込んだり、倒れ込んだりした場合。この場合は打者のアウトは取り消されないが、ボールデッドになる。走者全員に1個の安全進塁権が与えられるが、投球当時の占有塁へのリタッチの義務は消滅しない。
  - ボールデッドとなる箇所に入り込んで捕球をすることは認められない（捕球しても打者をアウトにすることはできない）。しかし、野手がベンチなどの中に手を差しのべて捕球することは差し支えない。この際に、倒れこまないようにベンチの中の選手やスタンドの観客に体を支えてもらってもよい。正規に捕球できている場合は打者はアウトになり、走者にはリタッチの義務が生じる。

3個の安全進塁権が与えられる場合はすべてボールインプレーになる。（詳しくは3個の安全進塁権が与えられる場合を参照）

### ボールデッドにならない場合
次の場合は、その時点ではボールデッドにならずに、ボールインプレイのままである。
- ファウル飛球が捕球された場合。
- インフィールドフライが宣告された場合。
- 送球が審判員に触れた場合。
- 送球が走者に触れた場合。（走者が故意に送球に触れたなどにより、守備妨害が宣告された場合を除く）
- 捕手の送球が、正規に位置している打者や打者が所持しているバットに触れた場合。（打者が故意に送球に触れた場合を除く）
- 走塁妨害が起こったときで、妨害された走者に対してプレイが行われていなかった場合。
- 投球に対しボークが宣告された直後に、暴投、捕逸等または打撃によりすべての走者（打撃の場合は打者を含む）が進塁した場合。（遡及してボールインプレイの扱いとなる）
- ボールインプレイのまま攻撃側に安全進塁権が与えられる場合。
  - 四球が宣告された場合。[5]
  - 野手がグラブや帽子等を本来身に着けている箇所から外して、フェアボールや送球、投球に故意に触れさせた場合。

### 審判員が「タイム」を宣告する場合
次の場合、審判員は「タイム」を宣告する。
- 選手を交代させるためや協議するために、監督が「タイム」を要求した場合。（但し、審判員が宣告するまではボールデッドにはならず、またタッチアップ時など走者に進塁の意思があれば審判員はタイムを宣告できない）
- 天候や暗さ、照明設備の故障等の理由で試合続行が困難だと、球審が認めた場合。
- 突発事故により、選手がプレイできなくなるか、審判員が職務を果たせない状態となった場合。
- 試合を遂行するうえで試合を一時中断する必要があると、審判員が判断した場合。
- ゲームを混乱させる目的で、占有塁から走者が逆走した場合。